# Korenització
El terme korenització (rus: коренизация transliterat korenizàtsia) deriva de la paraula russa «arrel», i significa «nativització» o «indigenització», si bé literalment és «tornant a les arrels». El terme deriva de "коренное население" (korennoie nasselénie - arrels de la població). Va ser una de les primeres polítiques nacionalistes soviètiques dutes a terme majorment en la dècada del 1920, però amb una continuació del seu llegat en els anys següents. Les mesures principals van consistir a promoure els membres de la nació titular de la república soviètica i les minories nacionals als nivells baixos de la subdivisió administrativa de l'estat, en els governs locals, l'administració, burocràcia i la nomenklatura dels seus corresponents ens nacionals.

## Significat
Els objectius establerts d'aquesta política estaven dirigits a superar l'endarreriment econòmic i cultural d'algunes regions de l'Imperi Rus, harmonitzant les relacions entre el règim soviètic i la població, amb l'execució de polítiques nacionals i ètniques atractives per a les masses de pobladors locals en les àrees ètnicament no russes. Així mateix es buscava una efectiva integració de la població amb l'Estat soviètic, assegurant la lleialtat de les ètnies minoritàries, però evitant els conflictes i ressentiments que havia generat la russificació forçosa practicada durant el govern dels tsars. D'aquesta manera es procurava la identificació de cada minoria ètnica amb la seva respectiva classe dirigent comunista nativa, en lloc de simplement trasplantar completament en cada regió una elit política russa com havia estat costum en el règim tsarista.
La korenització implicava la introducció d'idiomes locals en una extensió tan àmplia com fos possible, particularment en l'educació, publicacions, cultura i, més important, en el govern i el Partit Comunista local, completament subordinat al seu torn al Partit Comunista de la Unió Soviètica. No només els dirigents locals de les nacions titulars serien promoguts a tots els nivells, sinó que també els líders ètnicament russos que treballessin en els governs locals van ser instats (o obligats) a aprendre la cultura i llengua local. Els idiomes locals van ser usats en els assumptes oficials.

## Evolució
La política de korenització va estar vigent des de gairebé la fi de la Guerra Civil Russa i va ser àmpliament afavorida per Lenin com un mitjà d'assegurar la unificació política dels pobles residents a la Unió Soviètica, tot reconeixent, a més, que en realitat el règim soviètic exercia autoritat no només sobre russos sinó sobre diversos milions d'individus dotats d'orígens nacionals molt diferents, i que havia heretat la mateixa situació d'"estat multiètnic" que va viure durant segles l'Imperi Rus. Aquesta política també impulsava que els grups ètnics minoritaris poguessin identificar el seu desenvolupament econòmic i social amb el progrés de la mateixa URSS, amb la qual cosa s'assegurava la seva lleialtat al nou règim.
Des 1920 fins als inicis de la Gran Purga la política de korenització va afavorir en gran manera el desenvolupament cultural de les diverses ètnies de l'URSS al mateix temps que les integrava al nou sistema polític sense obligar-les a perdre la seva identitat nacional ni russificar-les. No obstant això, després de l'inici de la Gran Purga per part de Stalin, es va fer sospitós l'estímul de les identitats nacionals i es va condemnar per "desviacions nacionalistes" a líders de minories ètniques que rebutjaven la col·lectivització a la Unió Soviètica per protegir les terres agrícoles dels seus respectius pobles.
L'esclat de la Segona Guerra Mundial va fer que el règim estalinista sospités de la lleialtat de diverses ètnies (ossetes, txetxens, baixkirs, alemanys del Volga) que havien patit la col·lectivització de l'agricultura, i deixà sense estímul oficial la korenització. Després de la guerra, la política de Stalin es va fer més radical i en els festejos pel triomf sobre Alemanya, al maig de 1945, va declarar que "el poble rus havia estat el principal artífex de la victòria i mereixia ser el poble rector de la Unió Soviètica", amb la qual cosa consagrava el grup ètnic rus com un primus inter pares i deixava sense suport la korenització.
Malgrat aquests revessos, la política de korenització ja havia complert gran part dels seus fins, i així les ètnies de la Unió Soviètica van continuar sent reconegudes com a minories dotades de drets culturals especials durant els mandats de Khrusxov i de Bréjnev, i no es va arribar a intentar alguna mena de russificació de minories com les executades en el segle xix.